# Wael Zuaiter
Wael Adel Zuaiter (Nablus, 2 gennaio 1934 – Roma, 16 ottobre 1972) è stato un traduttore e politico palestinese con cittadinanza giordana, rappresentante di al-Fatah e portavoce dell'OLP in Italia dal 1968, assassinato dai servizi segreti israeliani nel corso dell'operazione Ira di Dio, organizzata in seguito al massacro di Monaco di Baviera del 1972.

## Biografia
Wael Zuaiter (citato anche come Uail, Wail Adel Zu'Aiter, Zùaiter e Zwaiter - in arabo وائل زعيتر) era nato a Nablus nel 1934, figlio di Adel Zuaiter, noto storico della cultura e delle popolazioni arabe. Zuaiter si iscrisse nel 1951 all'Università di Baghdad in Iraq per studiare letteratura araba e filosofia; successivamente si trasferì prima in Kuwait (dove constatò che il lavoro accettato per arricchirsi non gli dava alcuna soddisfazione), poi in Libia, per scegliere infine nel 1962 l'Italia, giungendo dapprima a Perugia, dove studiò italiano, scegliendo poi di vivere a Roma, città che appagava il suo amore per l'arte, la letteratura e la musica, soprattutto lirica, ma iscrivendosi nel 1963 alla facoltà di ingegneria, andando fuoricorso e senza tuttavia aver mai sostenuto un esame.
A Roma lavorava come traduttore per l'ambasciata libica - stava preparando una versione in italiano de Le mille e una notte, mai terminata, secondo Emily Jacir, - e inoltre dava lezioni private di lingua inglese (una delle quattro lingue che parlava correntemente insieme a italiano, francese ed arabo). Ha inoltre recitato come comparsa in alcuni film girati presso gli Studi di Cinecittà, tra cui La Pantera Rosa con Peter Sellers del 1963. A Roma ebbe un'intima amicizia con una pittrice australiana, Janet Venn Brown, da anni residente nella capitale, ma Wael non volle mai accettare una convivenza, forse temendo quel che poi avvenne; affittò un minuscolo appartamento a piazza Annibaliano, dove viveva in ristrettezze economiche notevoli.
A Roma Zuaiter faceva inoltre da rappresentante e portavoce per l'Organizzazione per la Liberazione della Palestina (OLP). Nel giro di pochi anni riuscì a costruire una rete di contatti con politici, giornalisti e intellettuali che lo resero il punto di riferimento per ogni iniziativa a favore della Palestina nella capitale. A fine 1968 aveva già posto le basi per un Comitato Italiano di Sostegno al Popolo Palestinese, con la collaborazione di tutte le forze di sinistra. La battaglia di Amman (16-27 settembre 1970) lo segnò profondamente: Zuaiter incontrava allora ogni giornalista italiano interessato al Medio Oriente e dialogava con il Movimento Studentesco. Riuscì ad organizzare un comizio di Abu Omar, uno tra i più vicini collaboratori di Yasser Arafat, a Milano, a cui parteciparono 20.000 persone.
Nell'agosto 1972 Zuaiter fu interrogato dalla polizia italiana in relazione all'attentato all'oleodotto della SIOT, rivendicato da Settembre Nero, ma venne subito rilasciato. Il Mossad israeliano lo sospettava di guidare il gruppo di Settembre Nero a Roma e di essere coinvolto in un fallito attentato contro un volo El Al, e lo inserì nella lista degli assassinii mirati dopo gli attacchi di Monaco 1972.

## Omicidio
Zuaiter fu ucciso mentre rientrava a casa, alle 22.30 del 16 ottobre 1972, da due agenti segreti israeliani con 13 colpi di pistola nell'androne del palazzo romano a piazza Annibaliano in cui aveva un minuscolo appartamento in affitto. Uno dei colpi traforò la copia delle Mille e una notte che aveva nella tasca della giacca.
L'OLP ha sempre negato ogni coinvolgimento di Zuaiter nella preparazione di attentati terroristici. Abu Ayad, numero due dell'OLP e capo dei servizi segreti dell'organizzazione, ha affermato che Zuaiter era "energicamente" contrario a ogni violenza politica.  Secondo altri Zuaiter "non è mai stato collegato in maniera conclusiva" con Settembre Nero o con il massacro di Monaco, e considerano il suo omicidio come un atto di rappresaglia da parte di Israele. Zuaiter viene pertanto considerato come un martire del conflitto israelo-palestinese.
Gli amici di Zuaiter - non solo palestinesi, ma anche italiani, francesi ed europei in genere - concordano nel sostenere che fosse un pacifista, un intellettuale, mai collegato con alcun gruppo o fazione di violenza armata. Wael era ben conosciuto a moltissimi intellettuali; annoverava tra i suoi amici scrittori come Alberto Moravia o Jean Genet, artisti come Ennio Calabria, statisti come Giorgio La Pira, storici come Maxime Rodinson, giornalisti come Ennio Polito, Bernardo Valli od Antonio Gambino. La famiglia di Zuaiter considera che Wael sia stato assassinato dal Mossad in quanto intellettuale influente, capace di persuadere i circoli intellettuali italiani della bontà della causa nazionale palestinese.

## Indagini e processo
Nel 1975 le autorità italiane hanno spiccato vari mandati d'arresto per persone considerate coinvolte nell'omicidio Zuaiter. Al tempo Israele non aveva accettato responsabilità per la missione e nel 1980 una corte italiana processò in contumacia otto accusati. I giudici citarono una lunga lista di prove di circostanza, tra cui testimonianze oculari su due persone che avevano lasciato di corsa la scena del crimine, quaderni con messaggi in codice trovati in camere d'albergo, e la presenza degli accusati in altre città europee durante gli assassinii di altri palestinesi nel corso dell'operazione Ira di Dio.
Pur concludendo che Zuaiter era stato ucciso da un'organizzazione che aveva pianificato la liquidazione fisica di membri del movimento di liberazione palestinese in Europa e che gli investigatori erano sempre più convinti che Zuaiter fosse stata la prima vittima del contro-terrorismo israeliano, i giudici non trovarono prove sufficienti ed i sette sospetti furono assolti. L'omicidio di Zuaiter resta ad oggi impunito in Israele come in Italia.

## Nella cultura di massa
- Sull'operazione Ira di Dio il regista Steven Spielberg ha realizzato, nel 2005, il film Munich, in cui Wael Zuaiter è impersonato dall'attore arabo-israeliano Makram Khoury. Secondo gli amici di Wael, a partire dalla sua intima amica pittrice Janet Venn Brown, la figura di Wael è stata distorta nel film fino al punto da renderla irriconoscibile.[senza fonte]
- "Material for a film": Retracing Wael Zuaiter (Part 1), installazione di Emily Jacir alla Biennale di Venezia del 2007
- Emily Jacir: "Material for a film": A performance (Part 2), 16 July 2007, The Electronic Intifada
- Najwan Darwis: Emily Jacir’s Material for a Film: Ongoing homage and artistic revenge for Wa’el Zuaiter